# Gábor Babos
Gábor Babos (* 24. Oktober 1974 in Sopron) ist ein ungarischer Fußballspieler. Der 1,96 Meter große Torhüter spielte in seiner Karriere für den FC Sopron, MTK Budapest, NAC Breda, Feyenoord Rotterdam, NEC Nijmegen und die Ungarische Fußballnationalmannschaft. Zur Saison 2013/14 kehrte er zu NAC Breda zurück, für den er bis zum Saisonende 2014/15 spielte.
Babos ist mit einer Niederländerin verheiratet. Sein Schwiegervater war der ungarisch-niederländische Fußballspieler und -trainer Sándor Popovics.

## Erfolge, Titel und Auszeichnungen
- Ungarischer Meister: 1996/97, 1998/99
- Ungarischer Vize-Meister: 1999/00
- Ungarischer Pokalsieger: 1996/97, 1997/98, 1999/00
- Niederländischer Torhüter des Jahres: 2003/04, 2007/08